# Sembung (Wedi)
Sembung is een bestuurslaag in het regentschap Klaten van de provincie Midden-Java, Indonesië. Sembung telt 1968 inwoners (volkstelling 2010).